# Шик, Патрик
Па́трик Шик (чеш. Patrik Schick; род. 24 января 1996, Прага, Чехия) — чешский футболист, нападающий немецкого клуба «Байер 04» и национальной сборной Чехии. Участник двух чемпионатов Европы (2020 и 2024).

## Клубная карьера
Патрик является воспитанником системы пражской «Спарты». Его дебют за родной клуб в рамках высшего чешского дивизиона состоялся 3 мая 2014 года в матче против клуба «Теплице». Всего он отыграл две встречи в своём дебютном сезоне. В следующем сезоне нападающий также появился только в двух матчах первенства страны. В сезоне 2015/16 Патрик был арендован клубом «Богемианс». За «богемцев» игрок забил семь голов в 27 встречах и заслужил приглашение в национальную сборную.
22 июня 2017 года Шик прибыл в Турин для прохождения медосмотра перед переходом в «Ювентус», который заранее согласовал трансфер игрока за 30 миллионов евро. Однако обследование выявило у Патрика нарушения сердечного ритма. Позже футболист прошел повторные тесты в Риме, которые подтвердили наличие у Шика проблем с сердцем. В связи с этим «Ювентус» официально отказался от приобретения нападающего.
29 августа 2017 года перешёл в «Рому» на правах аренды с обязательным правом выкупа. Контракт подписан до 30 июня 2022 года.
В 2020 году Патрик Шик перешёл в немецкий клуб «Байер 04». 4 декабря 2021 года в матче Бундеслиги против «Гройтер Фюрта» (7:1) Шик сделал покер за 27 минут второго тайма. В сезоне 2023/24 стал чемпионом Германии.

## Карьера в сборной
Патрик выступал за юношеские и молодёжные сборные Чехии. Он попал в расширенную заявку сборной на Евро-2016.
27 мая 2016 года дебютировал за главную сборную страны, выйдя на замену в товарищеском матче против сборной Мальты. Матч закончился победой Чехии со счётом 6:0, где Патрик отметился забитым мячом.
14 июня 2021 года в Глазго на чемпионате Европы забил два мяча в первом туре в ворота Шотландии и принёс своей сборной победу (2:0). Второй мяч Шик забил с 45,4 метров, перебросив вышедшего из ворот вратаря шотландцев. Это самая дальняя дистанция, с которой был забит гол на чемпионатах Европы с 1980 года. Прошлый рекорд в 38.6 метров принадлежал немецкому полузащитнику Торстену Фрингсу, который он забил на Евро-2004. Во втором туре в матче со сборной Хорватии забил единственный гол своей сборной с пенальти. 27 июня забил один из мячей в ворота сборной Нидерландов в матче 1/8 финала (2:0). Это был 10-й мяч Шика в последних 13 матчах за сборную.
Рекордсмен сборной Чехии по количеству голов на чемпионатах Европы (6 голов).

## Достижения

### Командные
«Спарта» (Прага)
- Чемпион Чехии: 2013/14
- Обладатель Кубка Чехии: 2013/14
- Обладатель Суперкубка Чехии: 2014

«Байер 04»
- Чемпион Германии: 2023/24
- Обладатель Кубка Германии: 2023/24
- Обладатель Суперкубка Германии: 2024

### Личные
- Футболист года в Чехии (2): 2021, 2022
- Талант года в Чехии: 2016
- Золотой мяч Чехии: 2022
- Символическая сборная Бундеслиги по версии Kicker: 2021/22
- Лучший бомбардир чемпионата Европы: 2020

## Статистика выступлений за сборную
| Матчи за сборную Чехии | Матчи за сборную Чехии | Матчи за сборную Чехии | Матчи за сборную Чехии | Матчи за сборную Чехии | Матчи за сборную Чехии    |
| №                      | Дата                   | Оппонент               | Счёт                   | Голы                   | Соревнование              |
| ---------------------- | ---------------------- | ---------------------- | ---------------------- | ---------------------- | ------------------------- |
| 1                      | 27 мая 2016            | Мальта                 | 6:0                    | 1                      | Товарищеский матч         |
| 2                      | 11 октября 2016        | Азербайджан            | 0:0                    | -                      | Отборочный матч ЧМ-2018   |
| 3                      | 15 ноября 2016         | Дания                  | 1:1                    | -                      | Товарищеский матч         |
| 4                      | 5 июня 2017            | Бельгия                | 1:2                    | -                      | Товарищеский матч         |
| 5                      | 10 июня 2017           | Норвегия               | 1:1                    | -                      | Отборочный матч ЧМ-2018   |
| 6                      | 23 марта 2018          | Уругвай                | 0:2                    | -                      | Товарищеский турнир       |
| 7                      | 26 марта 2018          | Китай                  | 4:1                    | 1                      | Товарищеский турнир       |
| 8                      | 1 июня 2018            | Австралия              | 0:4                    | -                      | Товарищеский матч         |
| 9                      | 6 июня 2018            | Нигерия                | 1:0                    | -                      | Товарищеский матч         |
| 10                     | 6 сентября 2018        | Украина                | 1:2                    | 1                      | Лига наций 2018/19        |
| 11                     | 13 октября 2018        | Словакия               | 2:1                    | 1                      | Лига наций 2018/19        |
| 12                     | 16 октября 2018        | Украина                | 0:1                    | -                      | Лига наций 2018/19        |
| 13                     | 15 ноября 2018         | Польша                 | 1:0                    | -                      | Товарищеский матч         |
| 14                     | 19 ноября 2018         | Словакия               | 1:0                    | 1                      | Лига наций 2018/19        |
| 15                     | 22 марта 2019          | Англия                 | 0:5                    | -                      | Отборочный матч ЧЕ-2020   |
| 16                     | 26 марта 2019          | Бразилия               | 1:3                    | -                      | Товарищеский матч         |
| 17                     | 7 июня 2019            | Болгария               | 2:1                    | 2                      | Отборочный матч ЧЕ-2020   |
| 18                     | 10 июня 2019           | Черногория             | 3:0                    | 1                      | Отборочный матч ЧЕ-2020   |
| 19                     | 7 сентября 2019        | Косово                 | 1:2                    | 1                      | Отборочный матч ЧЕ-2020   |
| 20                     | 10 сентября 2019       | Черногория             | 3:0                    | -                      | Отборочный матч ЧЕ-2020   |
| 21                     | 11 октября 2019        | Англия                 | 2:1                    | -                      | Отборочный матч ЧЕ-2020   |
| 22                     | 14 октября 2019        | Северная Ирландия      | 2:3                    | -                      | Товарищеский матч         |
| 23                     | 24 марта 2021          | Эстония                | 6:2                    | 1                      | Отборочный матч ЧМ-2022   |
| 24                     | 30 марта 2021          | Уэльс                  | 0:1                    | -                      | Отборочный матч ЧМ-2022   |
| 25                     | 4 июня 2021            | Италия                 | 0:4                    | -                      | Товарищеский матч         |
| 26                     | 8 июня 2021            | Албания                | 3:1                    | 1                      | Товарищеский матч         |
| 27                     | 14 июня 2021           | Шотландия              | 2:0                    | 2                      | ЧЕ-2020. Групповая стадия |
| 28                     | 18 июня 2021           | Хорватия               | 1:1                    | 1                      | ЧЕ-2020. Групповая стадия |
| 29                     | 22 июня 2021           | Англия                 | 0:1                    | -                      | ЧЕ-2020. Групповая стадия |
| 30                     | 27 июня 2021           | Нидерланды             | 2:0                    | 1                      | ЧЕ-2020. 1/8 финала       |
| 31                     | 3 июля 2021            | Дания                  | 1:2                    | 1                      | ЧЕ-2020. 1/4 финала       |
| 32                     | 8 октября 2021         | Уэльс                  | 2:2                    | -                      | Отборочный матч ЧМ-2022   |
| 33                     | 11 октября 2021        | Беларусь               | 2:0                    | 1                      | Отборочный матч ЧМ-2022   |
| 34                     | 24 сентября 2022       | Португалия             | 0:4                    | -                      | Лига наций 2022/23        |
| 35                     | 27 сентября 2022       | Швейцария              | 1:2                    | 1                      | Лига наций 2022/23        |
| 36                     | 22 марта 2024          | Норвегия               | 2:1                    | -                      | Товарищеский матч         |
| 37                     | 26 марта 2024          | Армения                | 2:1                    | -                      | Товарищеский матч         |
| 38                     | 10 июня 2024           | Северная Македония     | 2:1                    | 1                      | Товарищеский матч         |
| 39                     | 18 июня 2024           | Португалия             | 1:2                    | -                      | ЧЕ-2024. Групповая стадия |
| 40                     | 22 июня 2024           | Грузия                 | 1:1                    | 1                      | ЧЕ-2024. Групповая стадия |
| 41                     | 7 сентября 2024        | Грузия                 | 1:4                    | -                      | Лига наций 2024/25        |
| 42                     | 10 сентября 2024       | Украина                | 3:2                    | -                      | Лига наций 2024/25        |
| 43                     | 22 марта 2025          | Фарерские острова      | 2:1                    | 2                      | Отборочный матч ЧМ-2026   |
| 44                     | 25 марта 2025          | Гибралтар              | 4:0                    | 1                      | Отборочный матч ЧМ-2026   |
| 45                     | 6 июня 2025            | Черногория             | 2:0                    | 1                      | Отборочный матч ЧМ-2026   |
| 46                     | 9 июня 2025            | Хорватия               | 1:5                    | -                      | Отборочный матч ЧМ-2026   |